# Tricholoma pardinum
Tricholoma pardinum (Christian Hendrik Persoon, 1801 ex Lucien Quélet, 1873), sau Tricholoma tigrinum (Jacob Christian Schäffer, 1774 ex Claude Casimir Gillet, 1874), din încrengătura Basidiomycota, în familia Tricholomataceae și de genul Tricholoma, este o ciupercă destul de grav otrăvitoare. Această specie este numită în popor gâscă tigrată (în regiunea  Cernăuților) sau golubincă otrăvitoare (transcris din limba rusă). Ea coabitează, fiind un simbiont micoriza, formând prin urmare micorize pe rădăcinile arborilor. Buretele se dezvoltă pe soluri calcaroase, cu preferință în regiuni montane din România, Basarabia și Bucovina de Nord, în păduri foioase de fagi rare, dar de asemenea în cele de conifere prin luminișuri sub pini, din iunie până în octombrie.

## Taxonomie

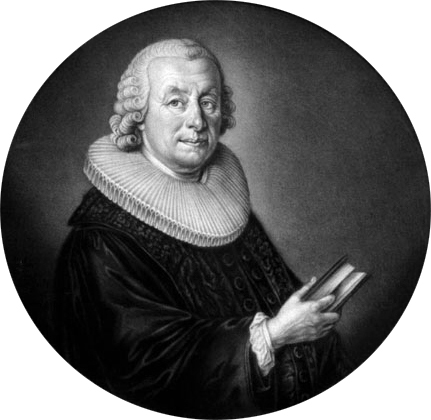
J. C. Schäffer

Ca obișnuit în ultimi ani, micologii se ceartă despre denumirile binomiale a ciupercilor, astfel și cu privire la această specie. Cel mai târziu din 1 martie 2016, buretele ascultă din nou denumirii Tricholoma tigrinum, ce este corect:  Cel mai vechi nume pentru această ciupercă, având astfel preponderență respectiv numelui binomial, este Agaricus tigrinus, dat de Jacob Christian Schäffer în volumul 1 al operei sale Fungorum qui in Bavaria et Palatinatu circa Ratisbonam nascuntur Icones din 1762, redenumit de savantul francez Claude Casimir Gillet (1874) în Tricholoma tigrinum. Dar Elias Magnus Fries a pricinuit o confuzie, folosind în lucrarea sa Systema mycologicum, sistens fungorum ordines, genera et species (volumul 1 din 1821), numele Agaricus tigrinus în acord cu descrierea lui Pierre Bulliard din 1782 (soi care corespunde astăzi cu specia Lentinus tigrinus). Prin descrierea ciupercii de Christian Hendrik Persoon în opera sa Synopsis methodica Fungorum (volumul 2 din 1801) ca Agaricus pardinum și redenumirea lui Lucien Quélet (bazând pe afirmarea lui Fries) în Tricholoma pardinum, au existat deodată doi taxoni pentru acest burete. 
Încercarea micologilor cehi Josef Herink și František Kotlaba unei denumiri noi (Tricholoma pardalotum) pentru acest soi în 1967, nu s-a impus.
Se pare, că specia a fost din nou redenumită și trebuie să asculte iarăși de numele vechi Tricholoma tigrinum (1 martie 2016).

## Descriere

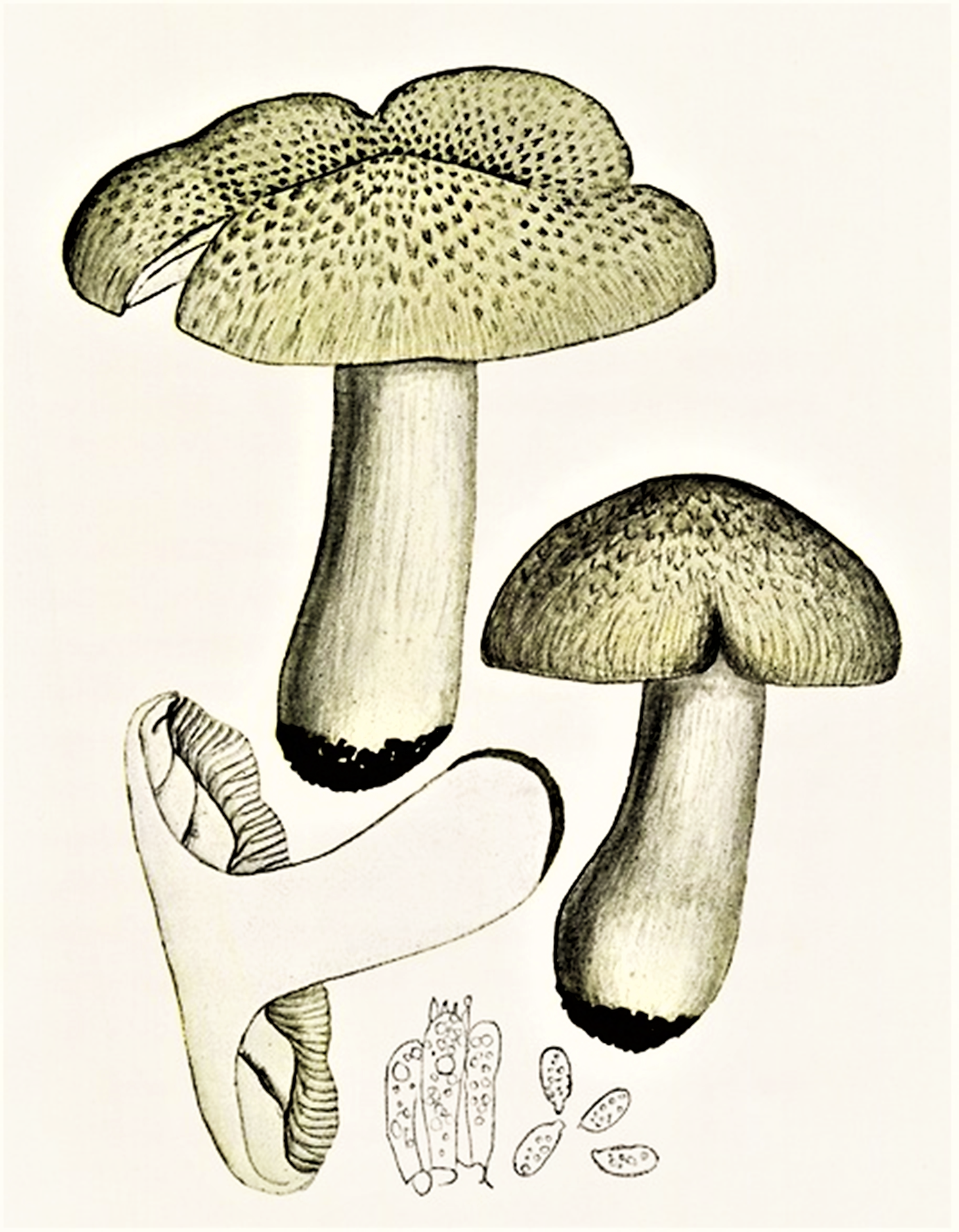
Bres.: T. tigrinum

- Pălăria: are un diametru între 6 și 14 (18) cm, este la început boltită semisferic cu marginile clar răsucite înspre interior, dar devine în scurt timp convexă și apoi plată cu cocoașă tocită. Suprafața cuticulei este uscată și mată, cu fundul de un colorit gri deschis. Acesta este acoperit de solzi, largi (câteodată și destul de fini), imbricați concentric și mai închiși, gri-maronii până negricioși. Ciuperca arată din caz în caz tonuri albăstrui-măslinii.
- Lamelele: sunt relativ îndepărtate, late, de lungime inegală, ușor bombate, cu muchia ușor zimțată precum aproape libere la picior, fiind de culoare albicioasă până palid crem-gălbuie. Lamelele sunt deseori lăcrimând pe vreme umedă, și, prin urmare, bronzând la bătrânețe.
- Piciorul: este plin, gros, consistent și robust, cu bulb pronunțat la bază (asemănător unui hrib). El are o lungime de 5 la 8 cm și o lățime de 1,5 până la 4 cm. Coloritul este albui sau de ocru palid, lăcrimând la vârful tijei.
- Carnea: este tare și compactă, mai subțire spre marginea pălăriei, de culoare albă sau gri în pălărie, parțial roșiatică. Mirosul este plăcut de faină, gustul făinos și dulceag.
- Caracteristici microscopice: are spori elipsoidali, netezi, hialini (translucizi) și amilozi (ce înseamnă colorabilitatea structurilor tisulare folosind reactivi de iod), având o mărime de 8-10 x 5,5-6 microni. Pulberea lor este albă.[5][6]
- Reacții chimice: Carnea se colorează cu sulfovanilină după două minute albastru-verzui și cu tinctură de Guaiacum imediat într-un violet fugitiv.[13]

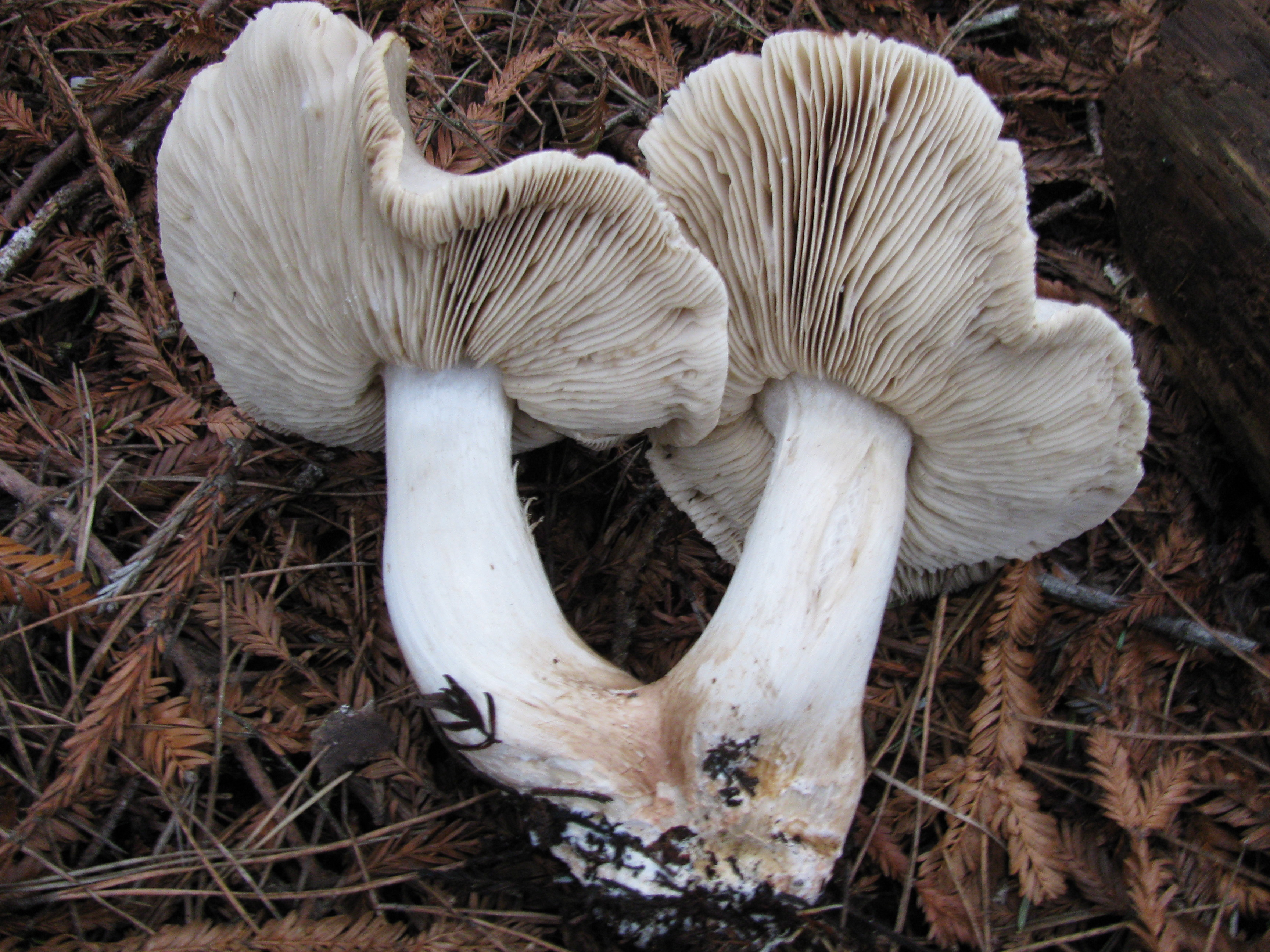
T. tigirinum,  lamele
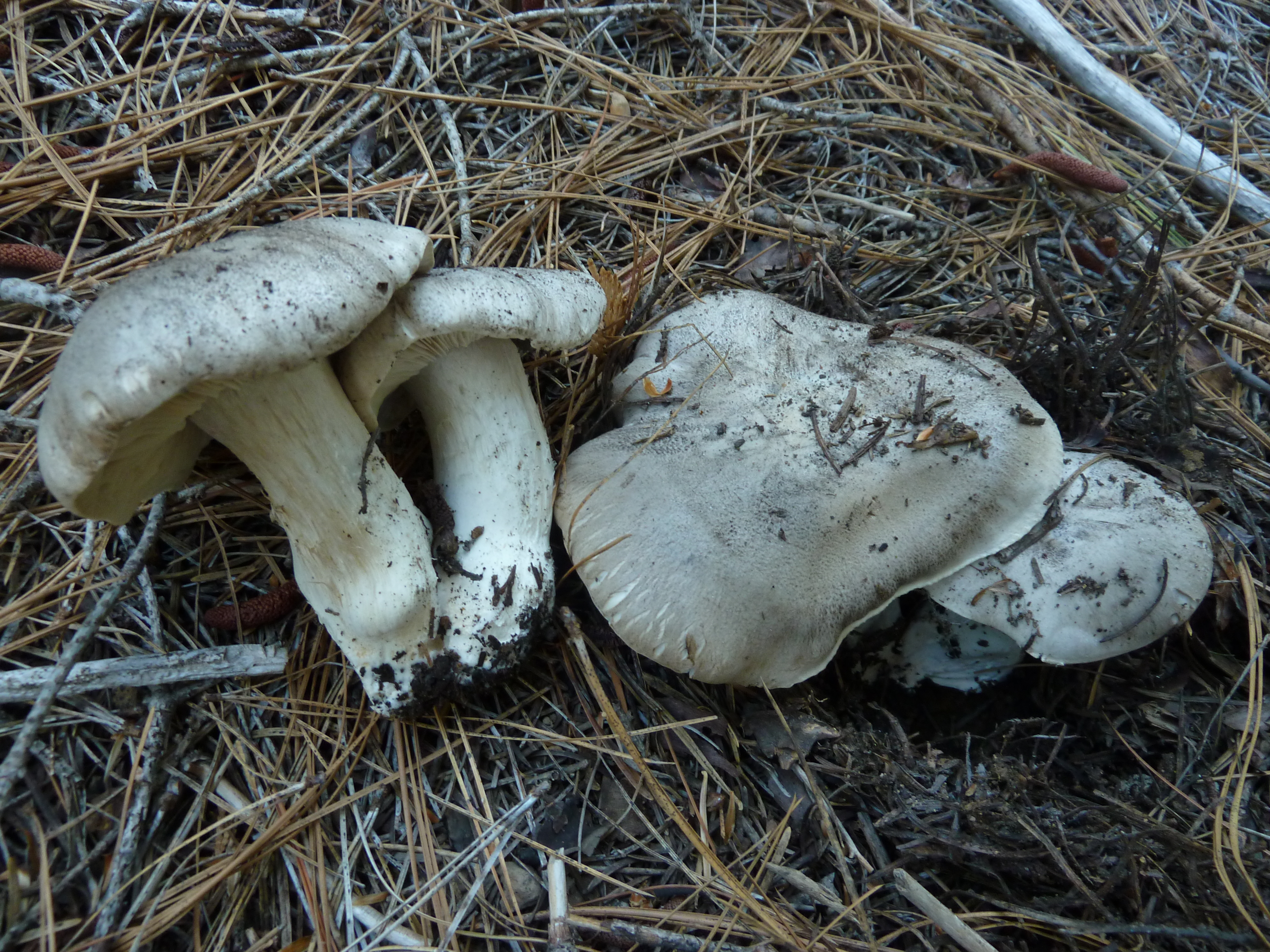
T. tigrinum, solzi mai fini
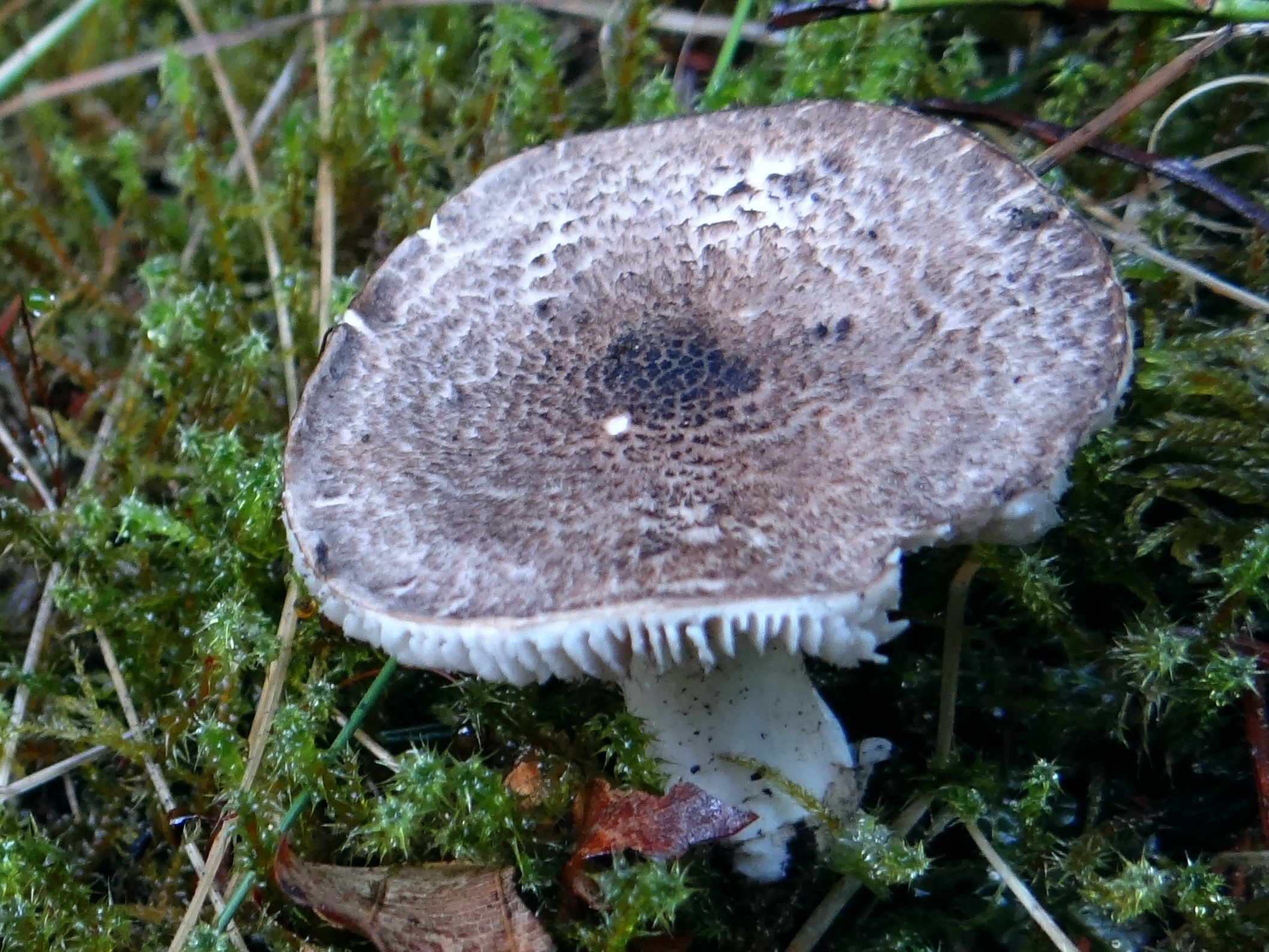
T. tigrinum albăstrui-măsliniu

## Confuzii
Din păcate, acest burete poate fi confundat ușor cu soiuri comestibile, ca de exemplu cu Lentinus tigrinus sin. Panus tigrinus, Tricholoma acerbum (necomestibil), Tricholoma atrosquamosum sin. Tricholoma squarrulosum (comestibil), Tricholoma caligatum (comestibil), Tricholoma cingulatum (comestibil), Tricholoma gausapatum (comestibil),  Tricholoma imbricatum, Tricholoma orirubens, Tricholoma portentosum, Tricholoma scalpturatum sau Tricholoma terreum. Dar gâsca tigrată poate fi confundată de asemenea, pe lângă amăruiul și de acea necomestibilul Tricholoma vaccinum, Megacollybia platyphylla sau Tricholoma josserandii sin. Tricholoma groanese. cu specii care efectuează otrăviri serioase, ca de exemplu Tricholoma virgatum (otrăvitor).

## Specii asemănătoare

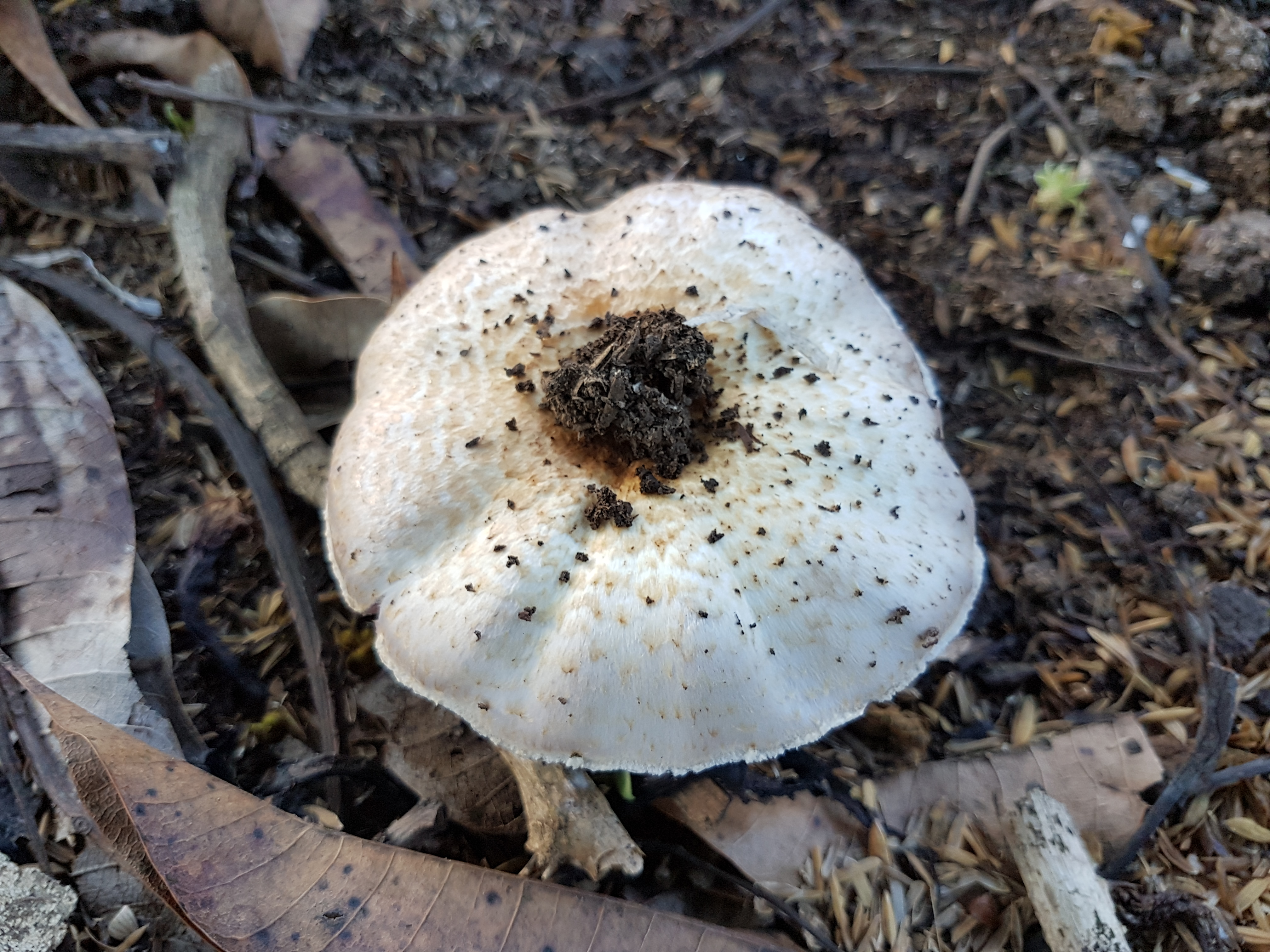
Lentinus tigrinus sin. Panus tigrinus
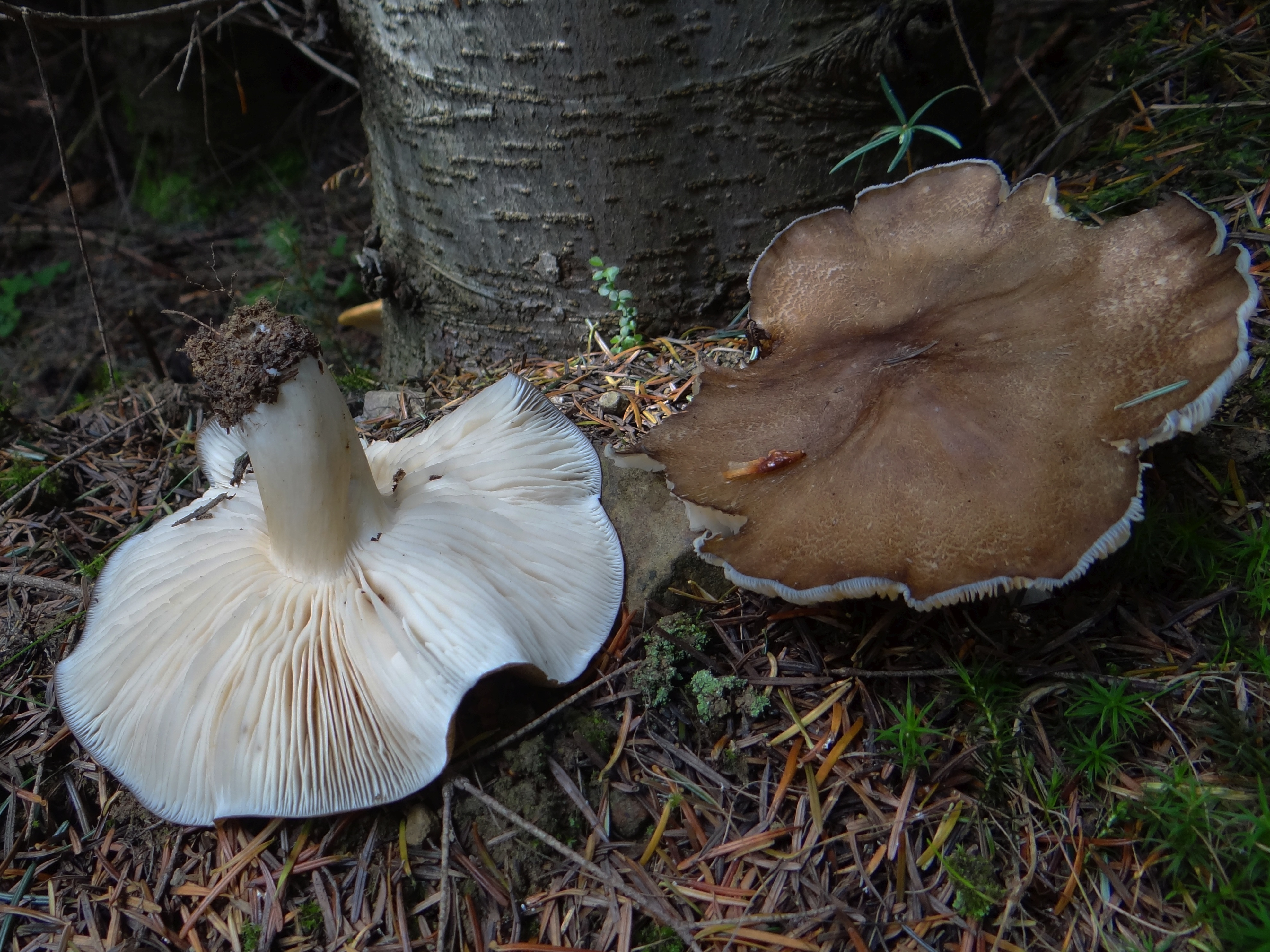
!!!Megacollybia platyphylla !!!
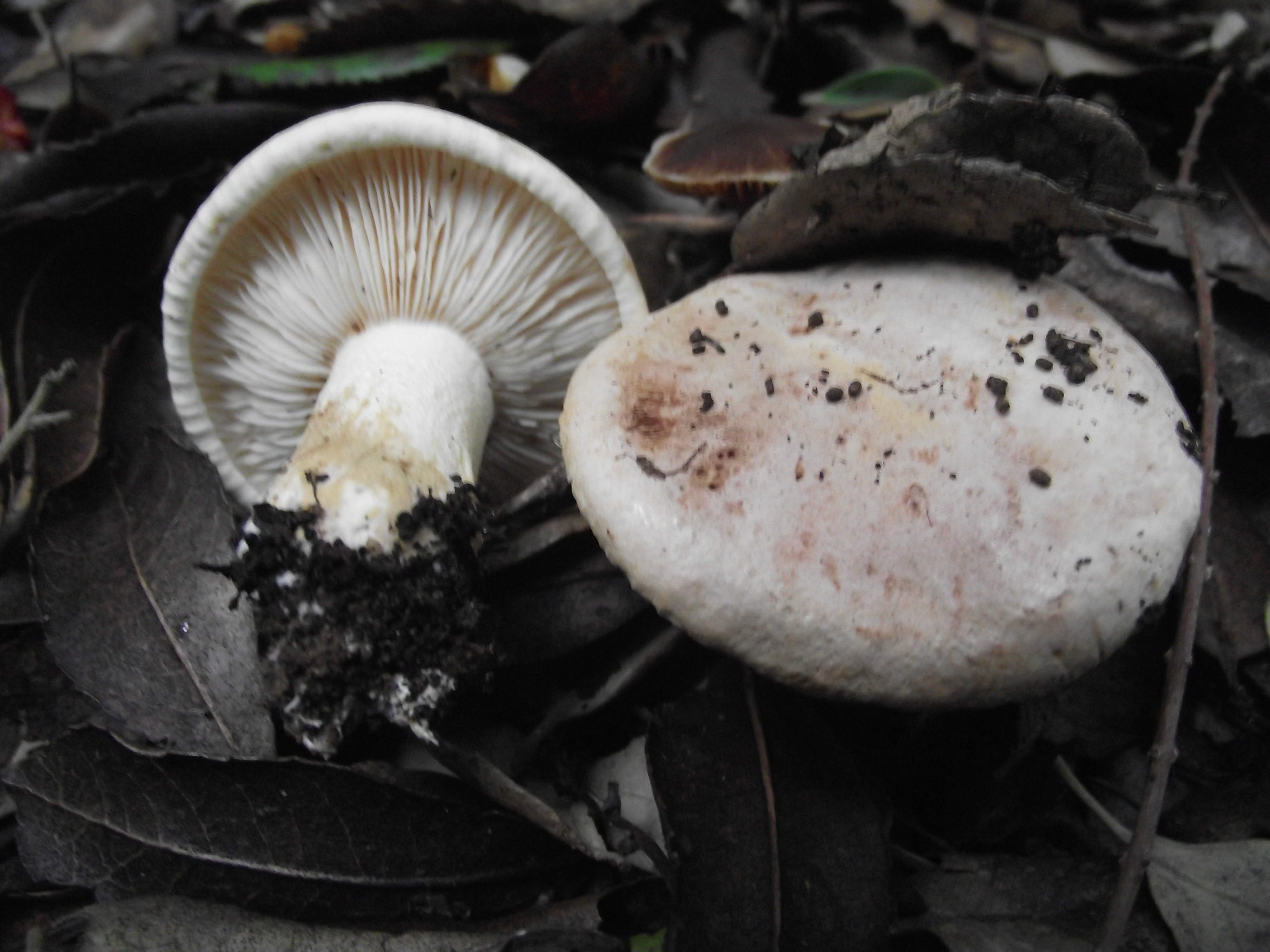
! Tricholoma acerbum !
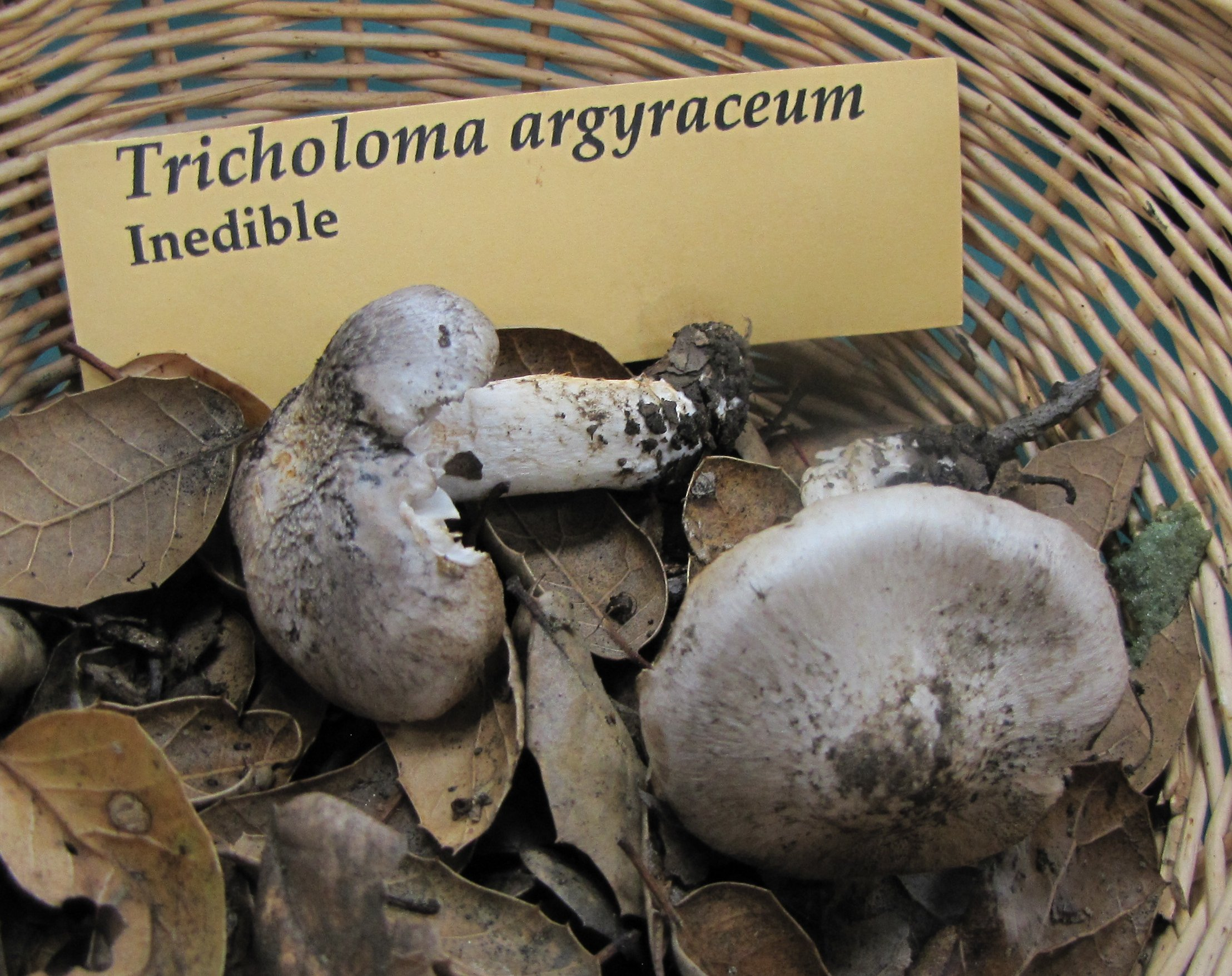
Tricholoma argyraceum
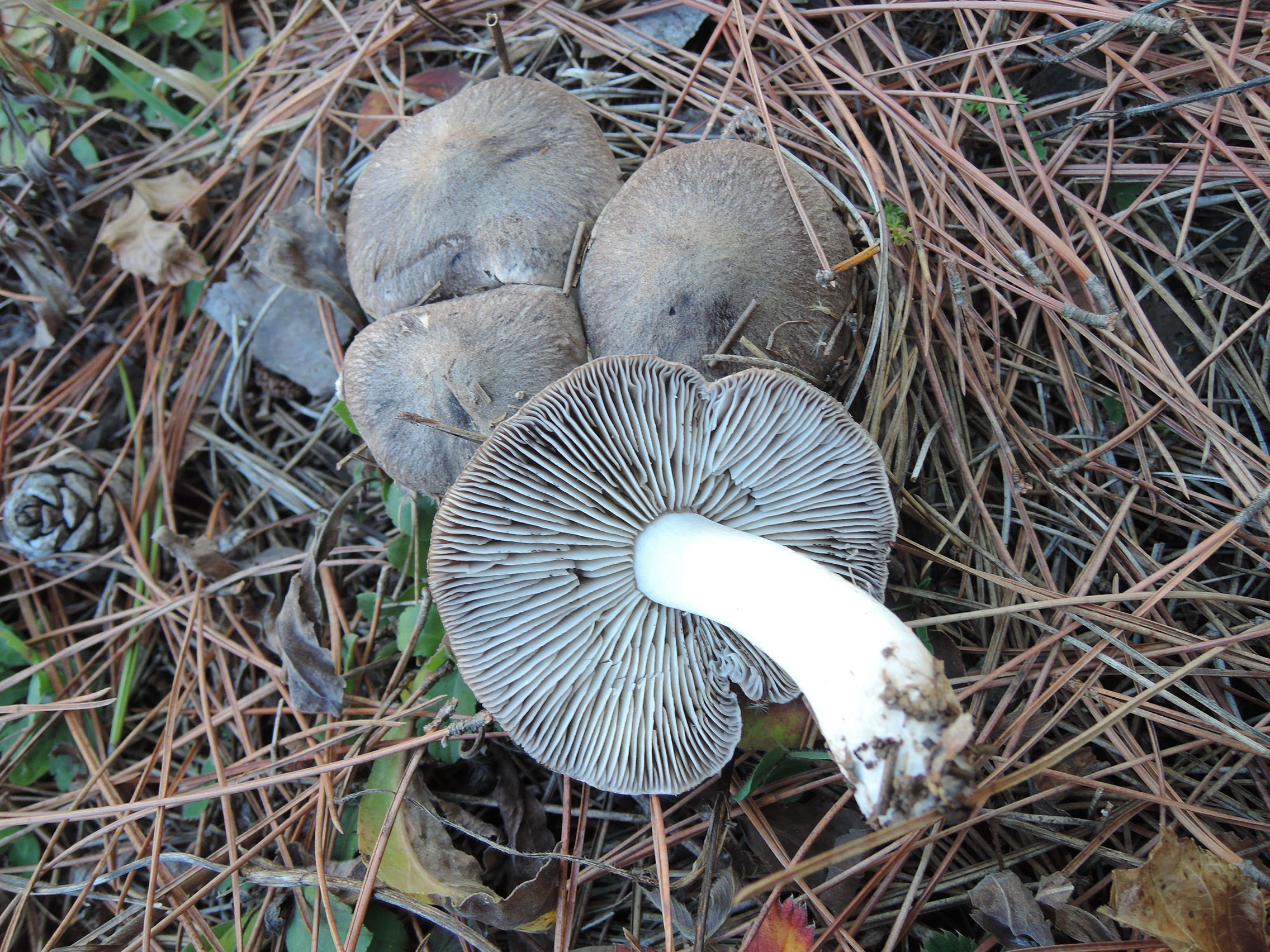
Tricholoma gausapatum

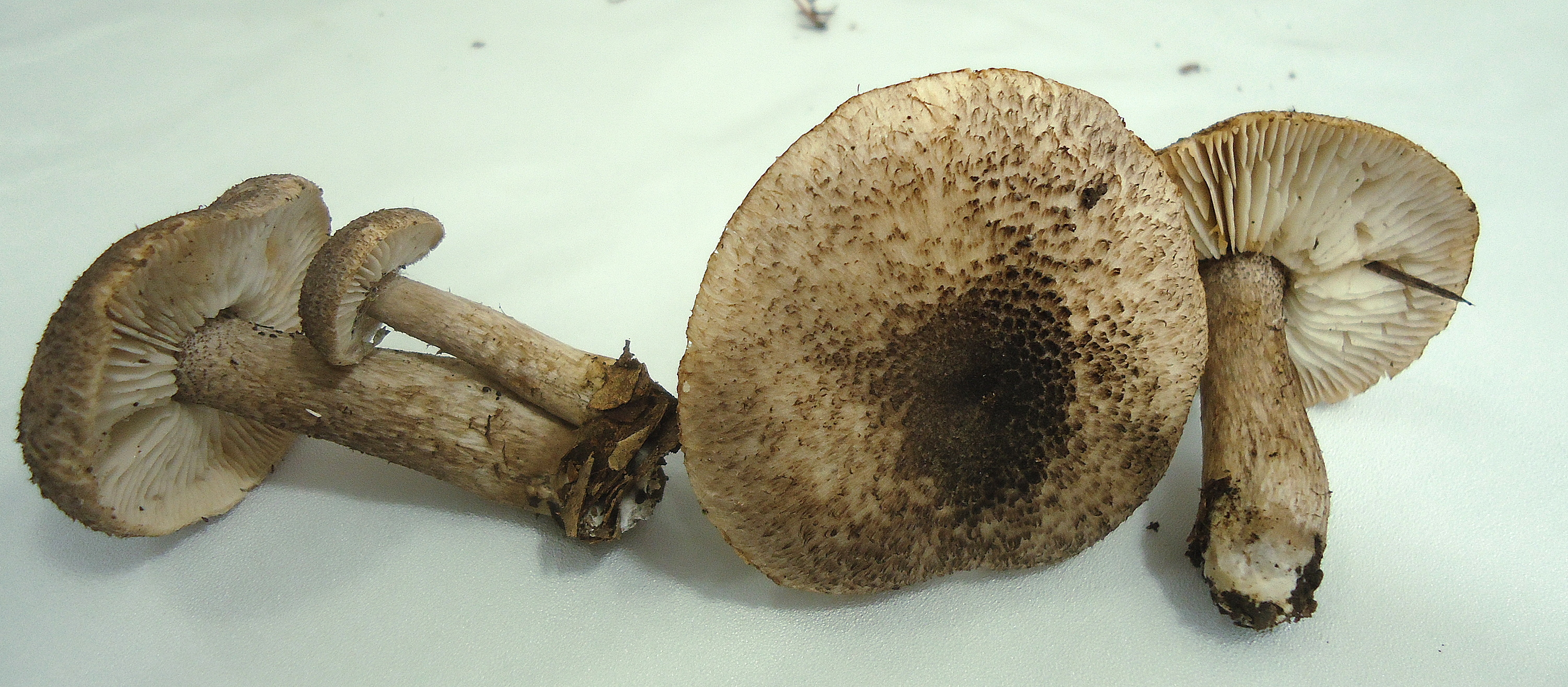
Tricholoma atrosquamosum sin. squarrulosum
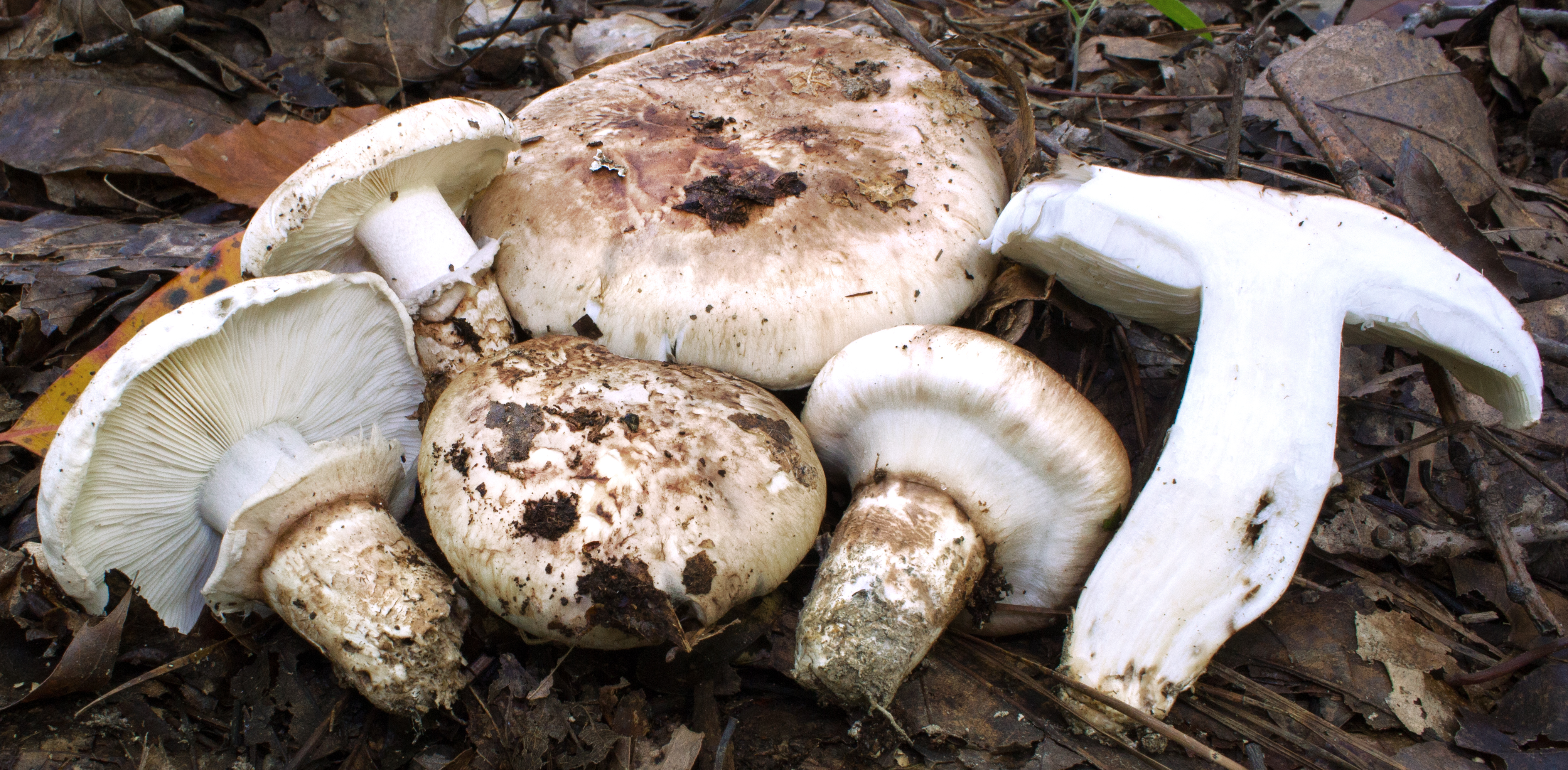
Tricholoma caligatum
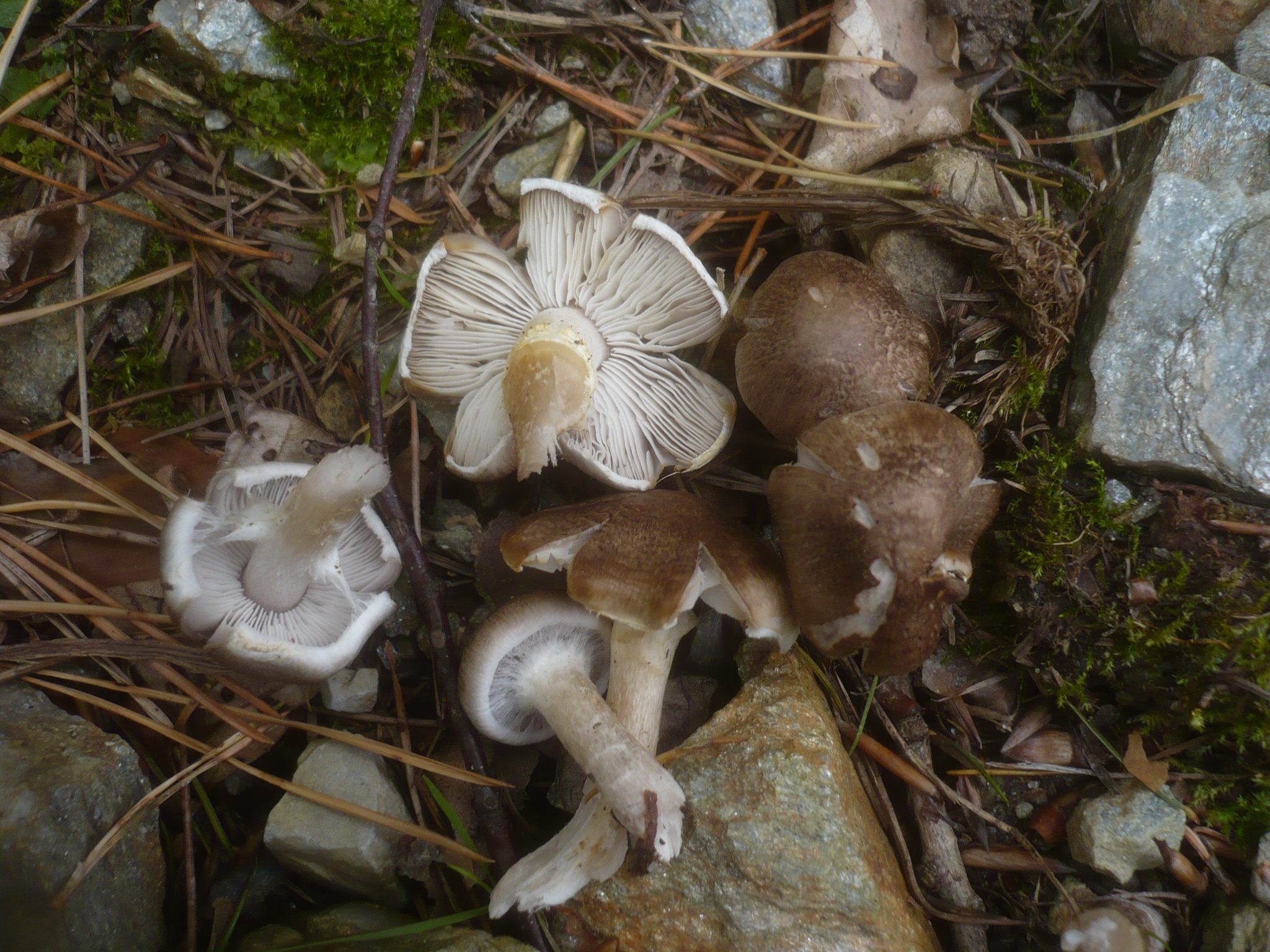
Tricholoma cingulatum
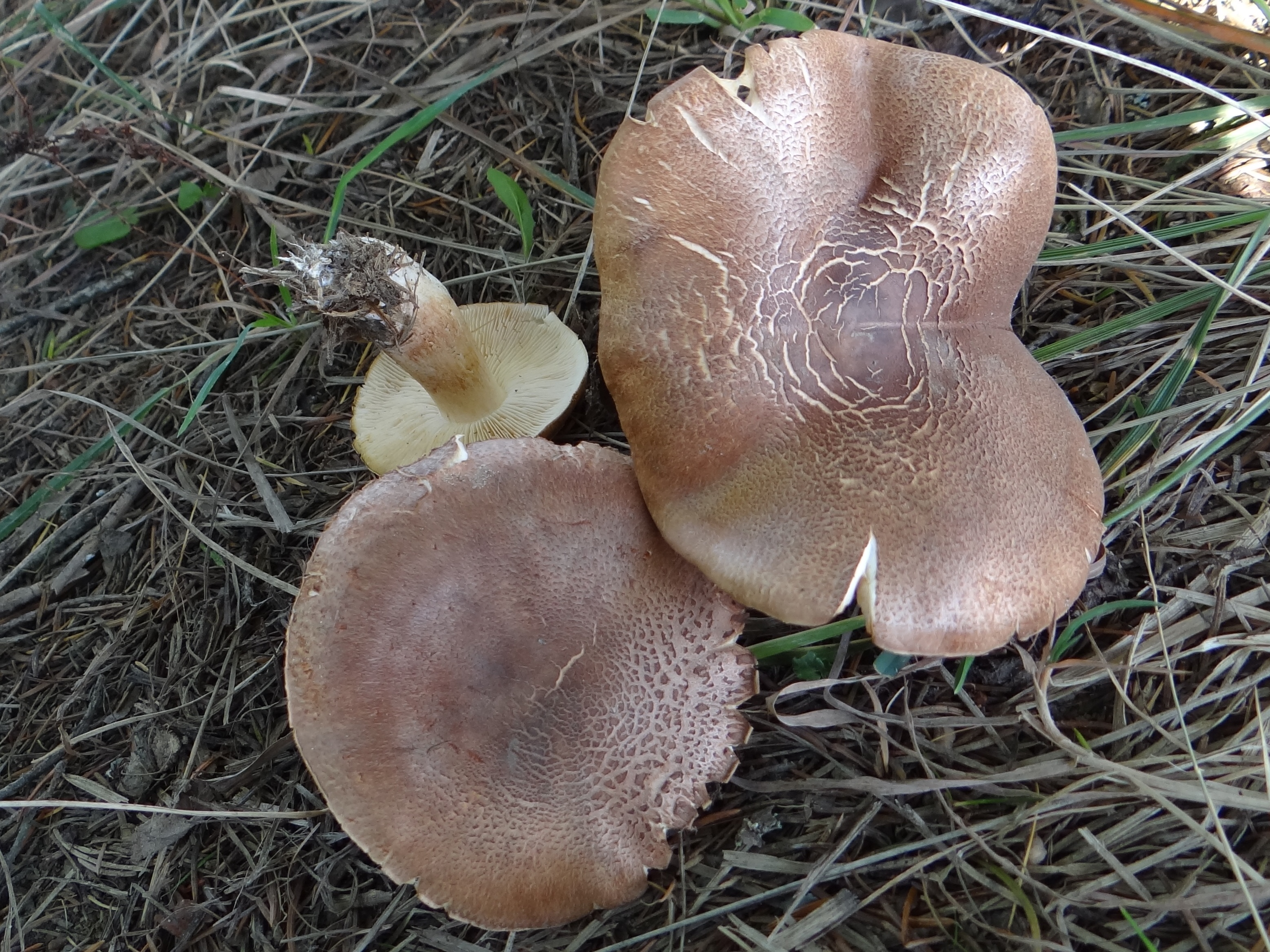
Tricholoma imbricatum
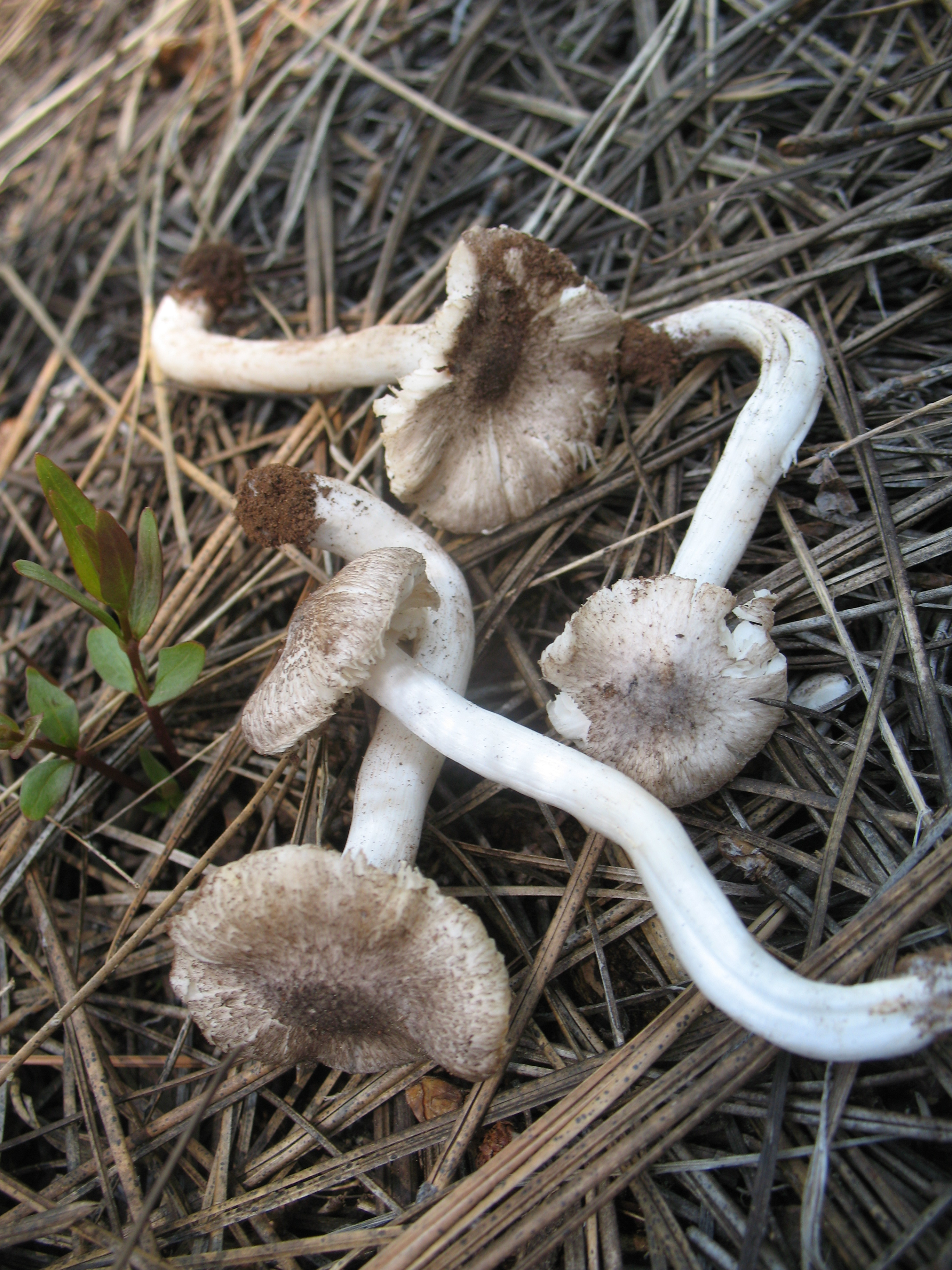
Tricholoma moseri
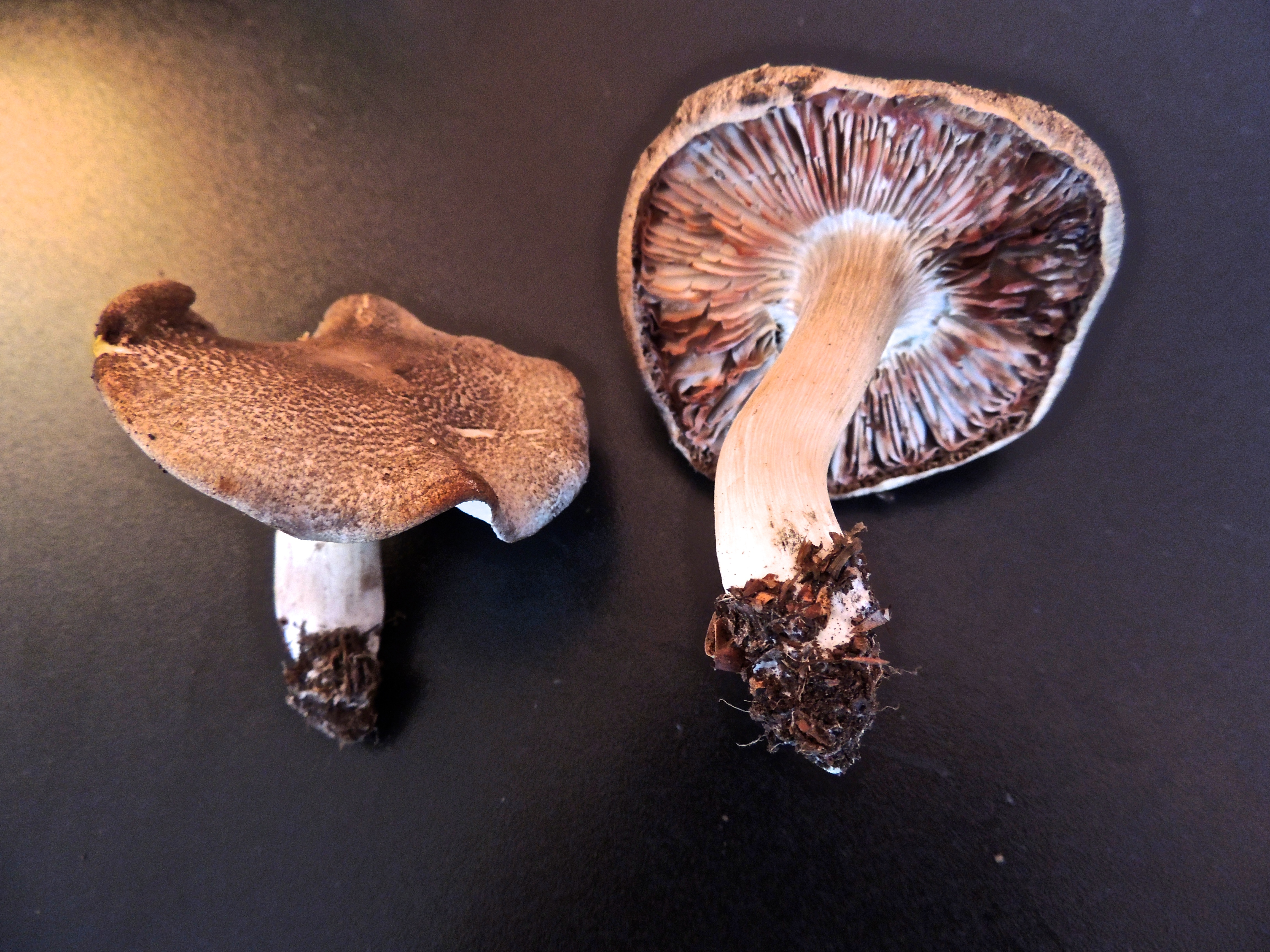
Tricholoma orirubens
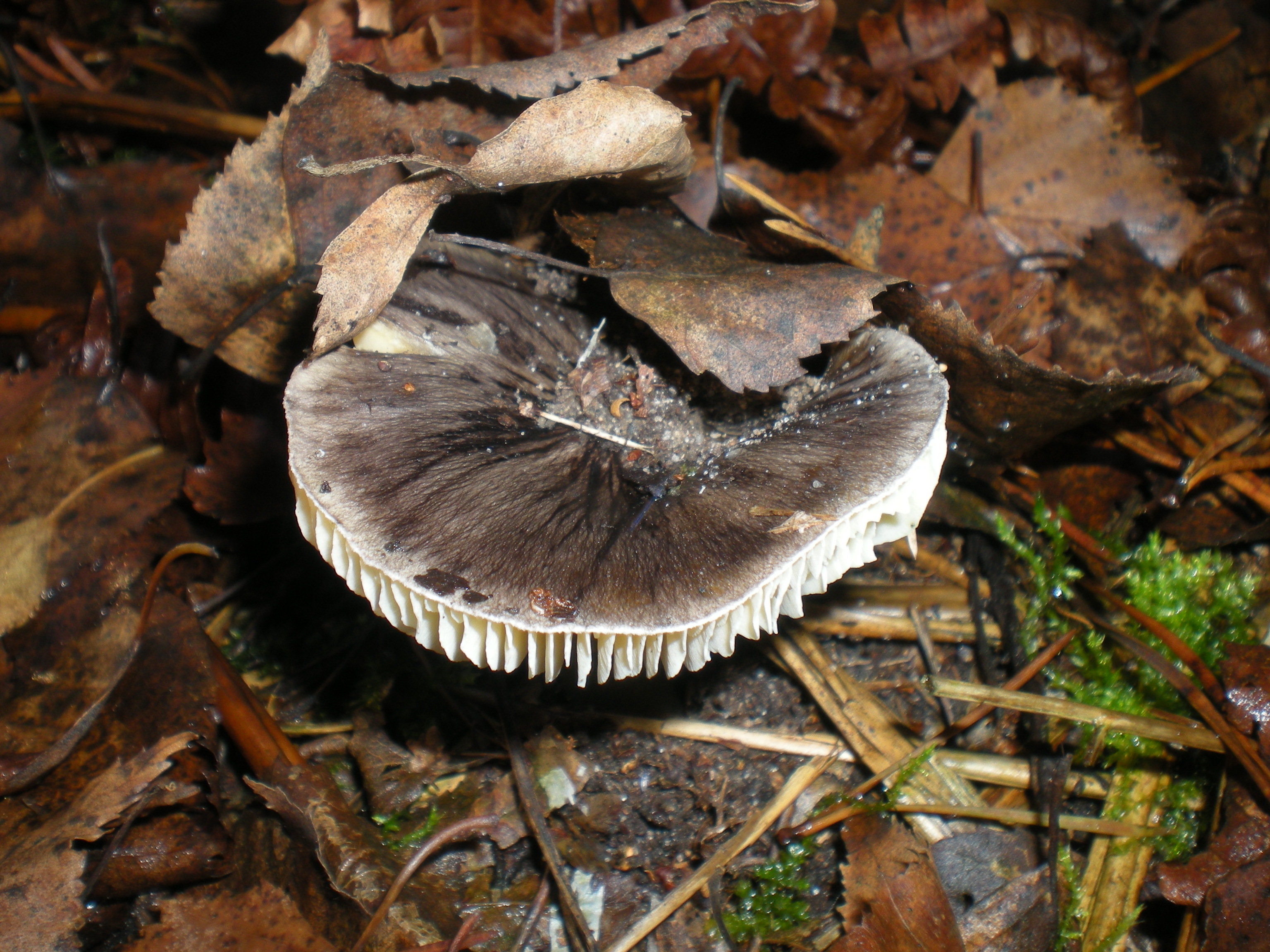
Tricholoma portentosum
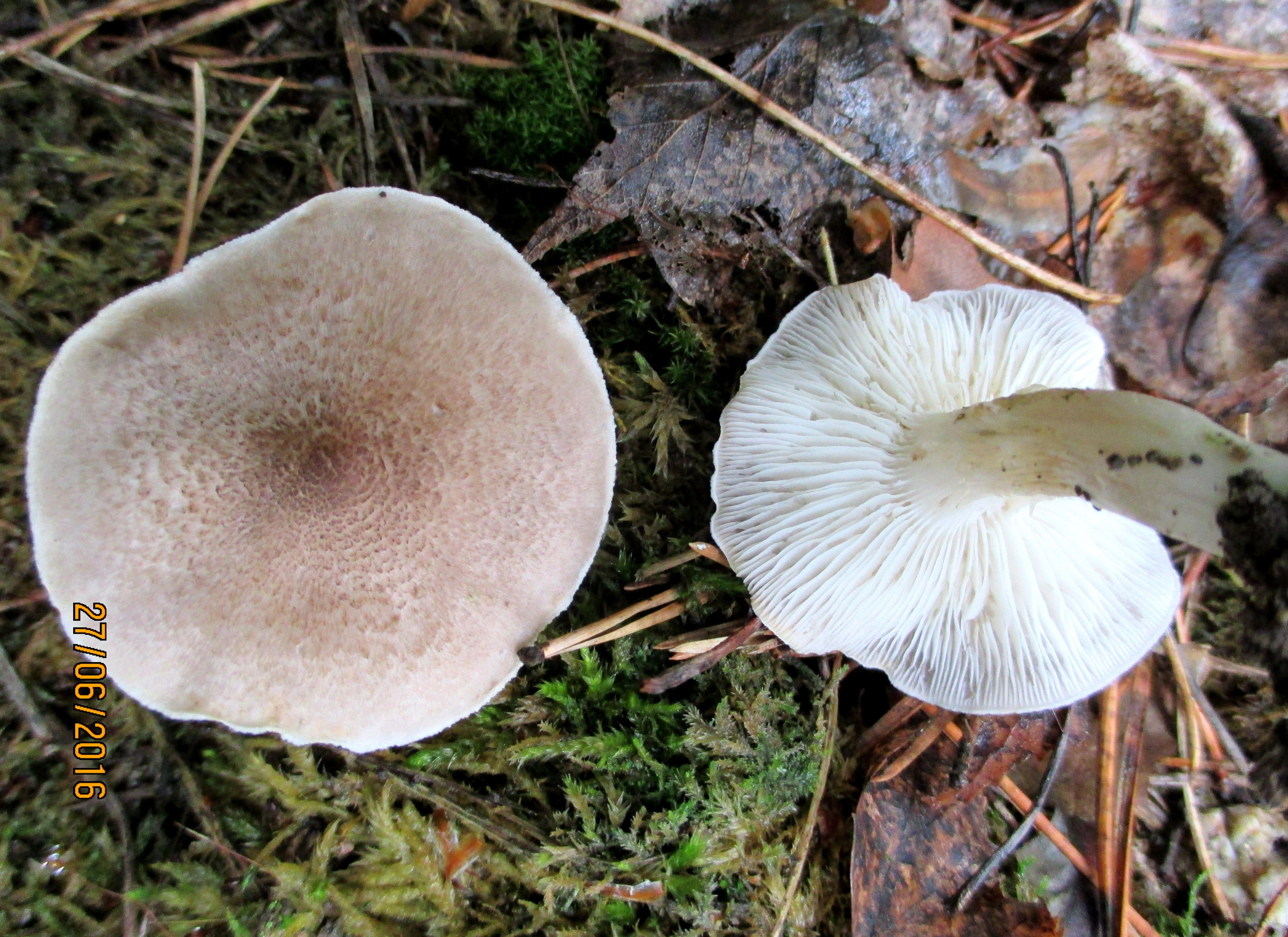
Tricholoma scalpturatum
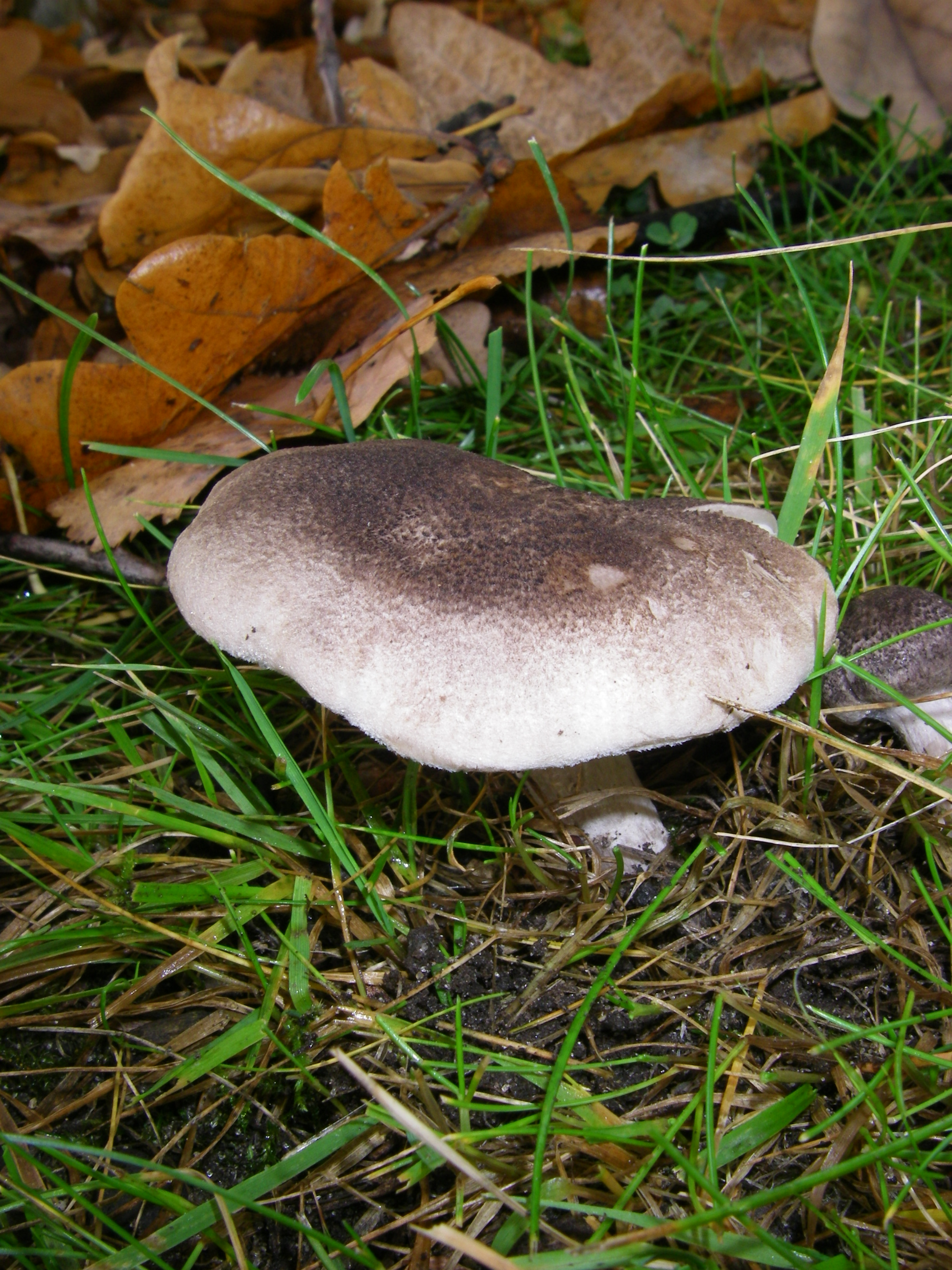
Tricholoma terreum
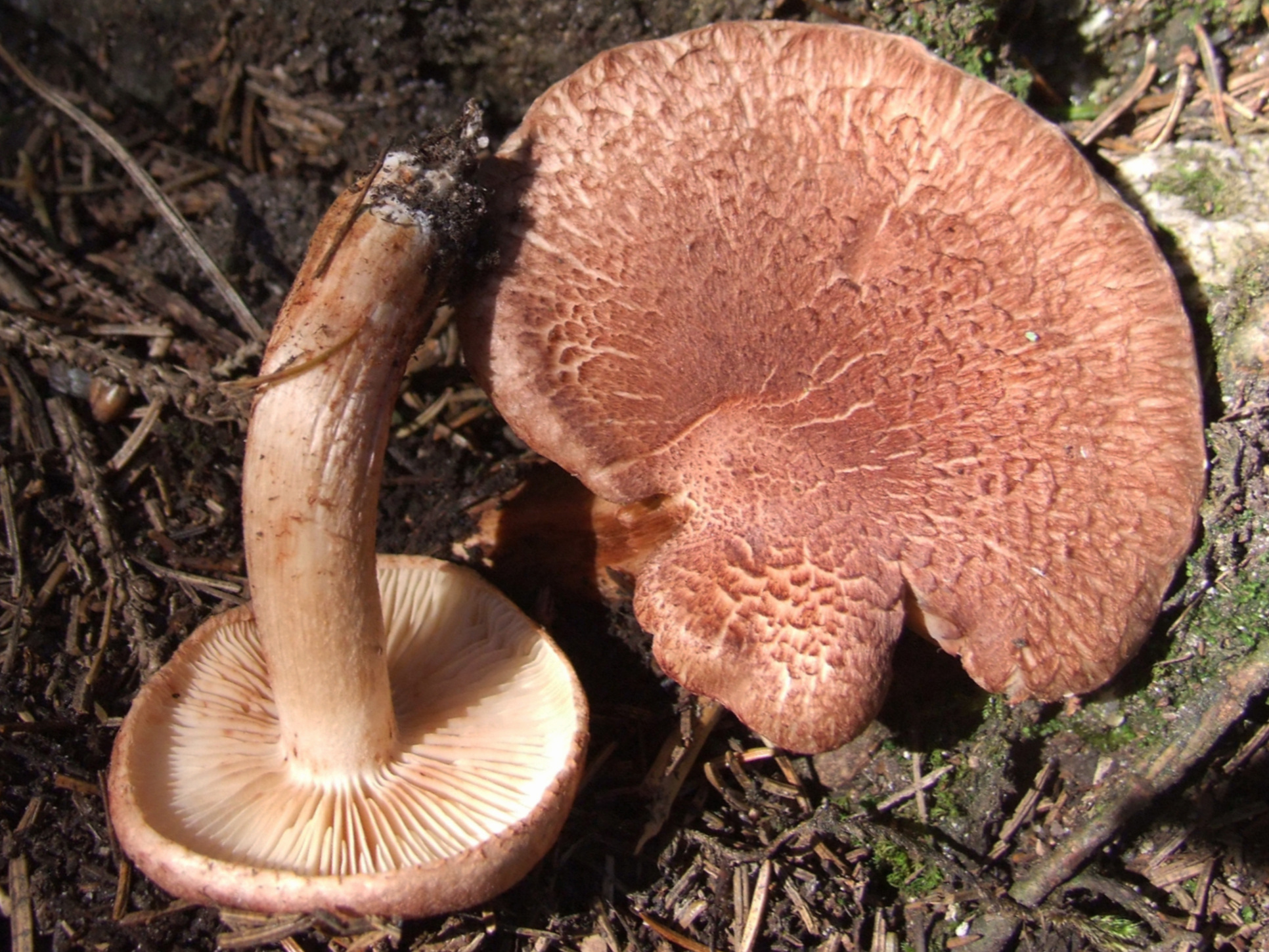
!Tricholoma vaccinum !
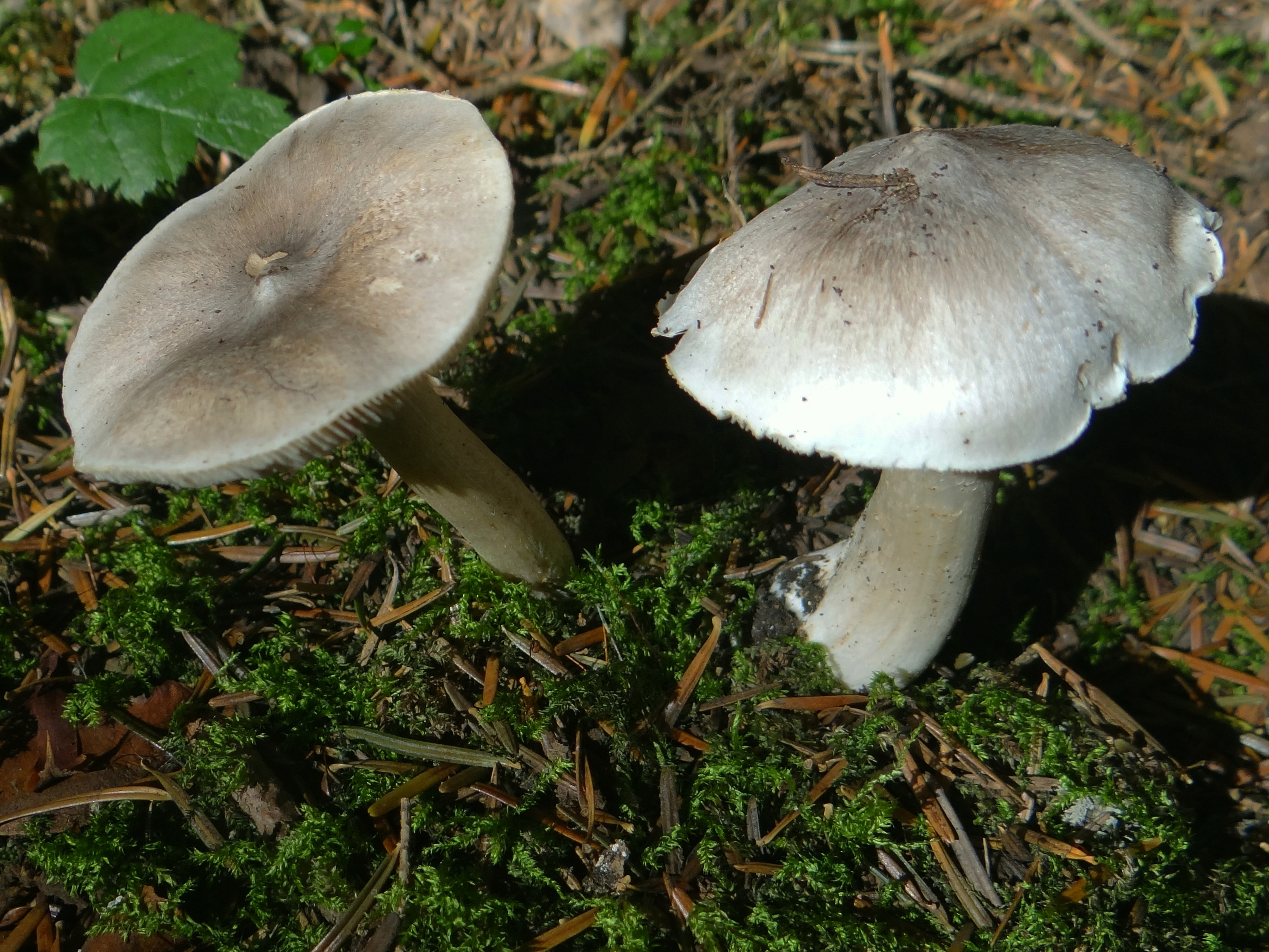
Tricholoma virgatum

## Toxicitate
Consumul de ciuperci al speciei Tricholoma tigrinum provoacă intoxicații gastrointestinale acute și dureroase de latență foarte lungă (până la o săptămână) și un tablou clinic care necesită o spitalizare. Simptomele apar destul de rapid după ingerare (de la câteva minute până la câteva ore), acestea manifestându-se prin rău general, dureri acute, grețuri, vomă, arsuri stomacale, senzație de sete și diaree. Intoxicația este cauzată de sindromul rezinoidal, de asemenea numit tigrinian sau lividian.
Efectul tare otrăvitor al buretelui  se subestimă adesea oară. Chiar și o mică probă duce la disconfort și dureri abdominale. Deși decursul intoxicației se desfășoară neplăcut, de obicei organismul unui om sănătos se restabilește, dar consecințe fatale pentru copii respectiv persoane susceptibile, slăbite sau bolnave nu pot fi excluse. Tricholoma tigrinum este responsabil pentru aproximativ 20 la sută din totalul otrăvirilor de ciuperci raportate.
| Nu mâncați niciodată bureți de genul Tricholoma iuți și/sau amari pentru că provoacă mereu tulburări gastrointestinale, parțial foarte severe. |

## Bibiliografie
- Marcel Bon: “Pareys Buch der Pilze”, Editura Kosmos, Halberstadt 2012, ISBN 978-3-440-13447-4
- Bruno Cetto: „Der große Pilzführer”, vol. 1, 2, 5, 7, vezi sub "Note"
- H. Clémençon: „Pilze im Wandel der Jahreszeiten”, vol. 1 și 2, Editura Éditions Piantanida, Lausanne 1981
- Rose Marie și Sabine Maria Dähncke: „700 Pilze in Farbfotos”, Editura AT Verlag, Aarau - Stuttgart 1979 și 1980, ISBN 3-85502-0450
- Rose Marie sia Sabine Maria Dähncke: „Pilze”, Editura Silva, Zürich 1986
- Jean-Louis Lamaison & Jean-Marie Polese: „Der große Pilzatlas“, Editura Tandem Verlag GmbH, Potsdam 2012, ISBN 978-3-8427-0483-1
- Hans E. Laux: „Der große Pilzführer, Editura Kosmos, Halberstadt 2001, ISBN 978-3-440-14530-2
- Meinhard Michael Moser: „Röhrlinge und Blätterpilze - Kleine Kryptogamenflora Mitteleuropas” ediția a 5-ea, vol. 2, Editura Gustav Fischer, Stuttgart 1983